# 2001 în jocuri video

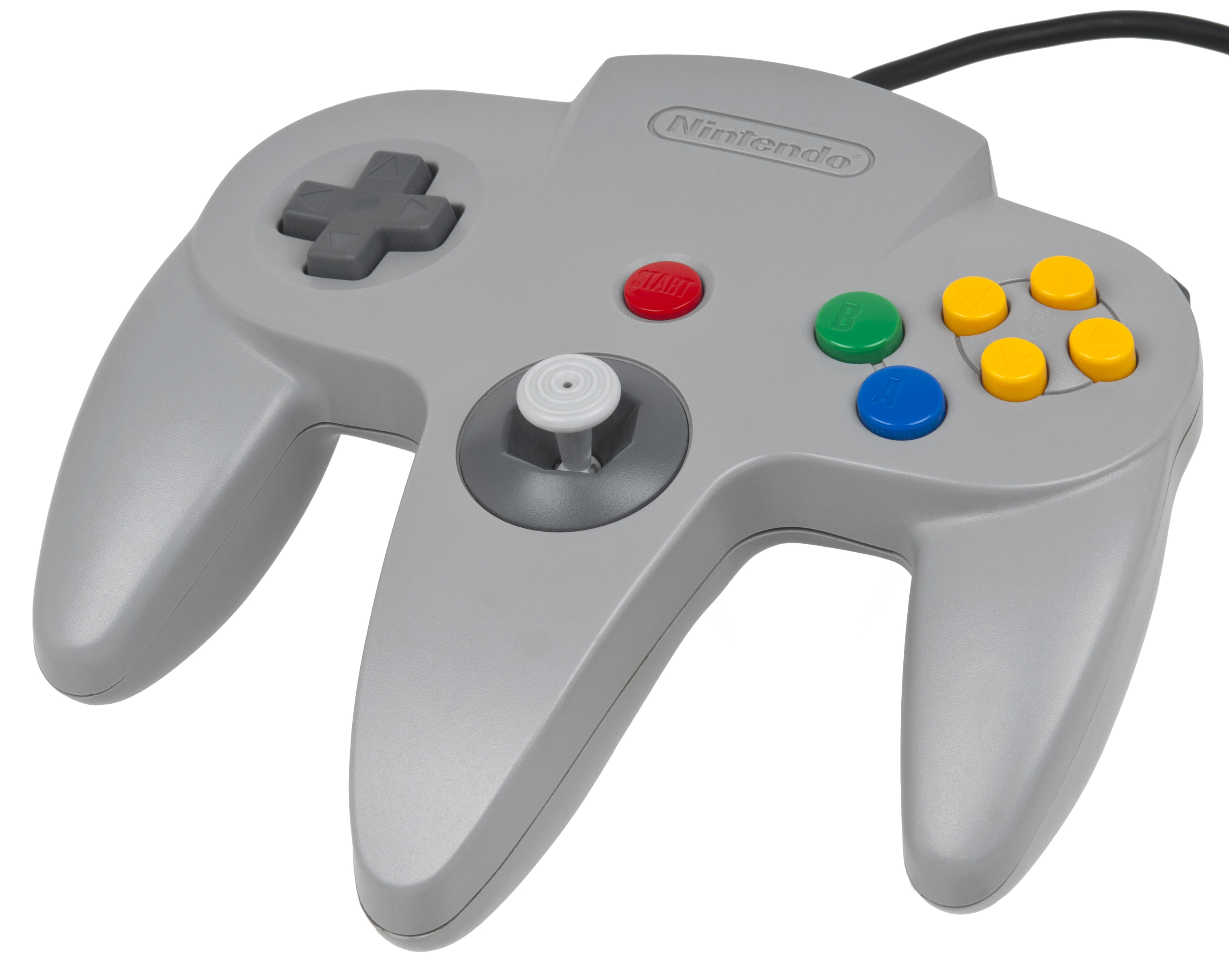
Controller-ul consolei Nintendo 64, consolă încă utilizată în anul 2001

Acest articol prezintă evenimente importante legate de jocuri video din anul 2001. Vezi și istoria jocurilor video.

## Evenimente
În 2001 au apărut mai multe sequel-uri și prequel-uri în jocurile video, cum ar fi  Capcom vs. SNK 2, Dead or Alive 3, Final Fantasy X, Gran Turismo 3: A-Spec, Grand Theft Auto III, Metal Gear Solid 2: Sons of Liberty, SSX Tricky, Super Smash Bros. Melee, Sonic Adventure 2, Tony Hawk's Pro Skater 3 și Virtua Fighter 4, împreună cu titluri noi precum Ace Attorney, Advance Wars, Animal Crossing, Burnout, Gothic, Black & White, Devil May Cry, Fatal Frame, Ghost Recon, Halo, Jak and Daxter, Max Payne, Oni, Onimusha: Warlords, Operation Flashpoint, Pikmin, Pro Evolution Soccer, Red Faction, Serious Sam sau Tropico.
Anul a fost considerat retrospectiv unul dintre cele mai bune și mai importante din istoria jocurilor video datorită lansării a numeroase titluri apreciate de critici, de succes comercial și influente pe toate platformele și genurile din acea vreme. A fost anul de vârf pentru cea de-a șasea generație de console de jocuri video, odată cu lansarea GameCube și Xbox, aceasta din urmă concentrându-se pe jocurile online (după ce a apărut SegaNet anul precedent) și ultimul an de producție al consolei Dreamcast, odată cu ieșirea companiei Sega din producția de console. Povestirea jocurilor și temele mature au devenit, de asemenea, o tendință mainstream. Cel mai bine vândut joc video al anului la nivel mondial a fost Pokémon Gold/Silver/Crystal, al patrulea an consecutiv pentru seria Pokémon  (din1998). Cele mai apreciate titluri ale anului au fost Gran Turismo 3 și Final Fantasy X în Japonia și Halo și Grand Theft Auto III în Occident.